# Хохлов, Сергей Спиридонович
Сергей Спиридонович Хохлов (1910—1974) — советский генетик, лауреат премии имени В. Л. Комарова (1947).

## Биография
Родился 29 (по старому стилю 16) сентября 1910 года в Саратове в семье служащих.
В 1931 году — окончил Красноуфимский техникум кормодобывания, получив специальность агронома. Несколько лет работал по специальности, в том числе во Всесоюзном институте зернового хозяйства Юго-Востока.
В 1935 году (по рекомендации профессора Л. И. Казакевича, заведующего лабораторией сорных растений этого института) — поступил в Саратовский государственный университет. В 1939 году — попал в автомобильную катастрофу и на несколько лет оказался прикованным к постели. Несмотря на тяжёлые травмы, он сумел закончить аспирантуру в 1944 году и защитить кандидатскую диссертацию, тема: «О некоторых вопросах видообразования и эволюции растений».
С 1949 по 1974 годы — заведовал кафедрой генетики и дарвинизма университета.
С 1950 по 1957 годы — проректор Саратовского государственного университета по научной работе.
В 1948 году — защитил докторскую диссертацию, тема: «Опыт исследования перспектив эволюции высших растений» и был представлен к учёному званию профессора, но после «разгрома» генетиков на августовской сессии ВАСХНИЛ представление отклонили и лишь в 1966 году решение ВАК было пересмотрено.
Один из организаторов Ботанического сада СГУ, учредитель Всесоюзного общества генетиков и селекционеров имени Н. И. Вавилова.
Умер 23 ноября 1974 года.

## Научная деятельность
Специалист по апомиксису.
В начале научной деятельности работал под руководством известных учёных, профессоров Л. И. Казакевича, Н. П. Авдулова и А. Д. Фурсаева. В лаборатории Л. И. Казакевича он выполнил первое самостоятельное научное исследование, дав подробное ботаническое описание одного из видов пырея, Agropyrum ramosum L., которое позже вошло в руководство по сорным растениям.
На кафедре систематики растений университета специализировался у профессора Н. П. Авдулова, который был превосходным цитологом, специалистом по кариосистематике.
Огромное влияние на молодого учёного оказал профессор А. Д. Фурсаев, заведующий кафедрой ботаники Саратовского университета, которого С. С. Хохлов считал своим главным учителем и консультантом, и соавтором которого он был в ряде научных статей.
На выбор основного направления (явление апомиксиса — размножение семенами без оплодотворения) научной работы повлияла консультация с академиком В. Л. Комаровым — председателем Всероссийского ботанического общества, крупным специалистом в области эволюционной ботаники. На тот момент в науке преобладало мнение о том, что апомиксис является случайной аномалией, ведущей к вырождению и вымиранию и не имеющей эволюционных перспектив. Хохлов пересмотрел и оценив накопившиеся к этому времени сведения, касавшиеся разных сторон этого явления, высказал и обосновал абсолютно новый взгляд на эволюционную роль апомиксиса. Он заключался в том, что апомиксис — это закономерная ступень в эволюции высших растений, обусловленная развитием эволюционной тенденции к редукции гаметофита, которая должна завершиться его окончательным выпадением, что было и отражено в кандидатской диссертации.
В диссертации были приведены данные из разных областей биологии, свидетельствующие о прогрессе апомиктичных видов, их эволюционной молодости и пластичности. На основании этого С. С. Хохлов сделал вывод о том, что апомиксис — прогрессивное явление, которое ведёт к совершенствованию системы размножения покрытосеменных растений и переходу к новому типу растений — бесполосеменному. Диссертация была успешно защищена в июле 1944 г., и вскоре С. С. Хохлов был избран доцентом кафедры ботаники Саратовского педагогического института.
В 1946 году — выходит из печати ряд работ по апомиксису, главной из которых стала «Бесполосеменные растения: исторические предпосылки и эволюционные перспективы», опубликованная в «Учёных записках Саратовского педагогического института», а 1947 году Академия наук СССР присуждает ей премию имени В. Л. Комарова.

По поводу этой работы академик Б. М. Козо-Полянский писал: 
«Особенностями работы являются … культурность, широкий кругозор, идейность, значительность проблемы, самостоятельность мысли, применение исторического метода в новой области, стройность и увлекающая убежденность изложения, хороший язык. Работа С. С. Хохлова поднимает множество важных и современных вопросов эволюции растительного мира. И в этом её крупное преимущество перед преобладающим у нас типом работ»
.

### Защита докторской диссертации,лысенковщина, признание, работа созданной лаборатории
В 1948 году — успешно защищает докторскую диссертацию «Опыт исследования перспектив эволюции высших растений» — труд, который был оценён положительно оценили официальные оппоненты геоботаник B. Н. Сукачёв, выдающийся селекционер А. П. Шехурдин, и отрицательные — известный ботаник академик П. М. Жуковский считал ошибочной концепцию С. С. Хохлова о переходе к бесполосемянности вследствие редукции мужского гаметофита.
В августе 1948 года прошла сессия ВАСХНИЛ, которая положила начало лысенковщине, что выразилось и в резкой критике взглядов С. С. Хохлова. В результате докторская диссертация С. С. Хохлова, получившая блестящие отзывы и высокую оценку ряда крупных ученых, была отклонена как «в корне противоречащая всем данным мичуринской науки». Он стал очередной жертвой развернувшейся в стране идеологической кампании против «вейсманистов-морганистов» — приверженцев классической генетики, успешно развивавшейся в СССР благодаря работам корифеев генетической науки Ю. А. Филипченко, C. С. Четверикова, Н. К. Кольцова, А. С. Серебровского и др.
Несмотря на это в 1949 году избран на должность заведующего кафедрой генетики и дарвинизма Саратовского госуниверситета, а в июне 1950 году назначен проректором по научной работе. В июле 1950 году он направил председателю ВАК и одновременно в газету «Культура и жизнь» протест против произвола и групповщины в науке. Этот шаг вызвал резкую реакцию «лысенковцев» в виде обличительных публикаций и частых проверок работы кафедры со стороны местных и министерских комиссий.
В 1951 г. разгорелась острая дискуссия по книге С. С. Хохлова «Перспективы эволюции высших растений», которая была спровоцирована появлением в печати статьи академика И. И. Презента, главного идеолога «лысенковцев», с обвинениями в сторону автора, который, по его словам, «встал на антидарвиновскиепозиции, неправильно ориентируя работников сельскохозяйственной практики».
Можно только догадываться, каких моральных и физических сил стоила С. С. Хохлову эта «дискуссия», и какой непоправимый урон нанесла она его и без того слабому здоровью.
Для того чтобы оградить себя и кафедру от новых обвинений в антидарвинизме и идеализме, С. С. Хохлов временно переключает кафедру на другое направление научных исследований. В 1950 г. он публикует книгу «Деревья и кустарники Нижнего Поволжья», которая стала первой сводкой по дендрофлоре этого региона и практическим руководством для работников сельского хозяйства. В это время сотрудниками и аспирантами кафедры были начаты исследования биологии дуба и биологических основ возделывания винограда. Такое направление научных исследований вполне отвечало проводимой КПСС политике по подъёму сельского хозяйства.
В 1954 году, уже после смерти И. В. Сталина С. С. Хохлов рискует выступить в прессе с критикой взглядов Т. Д. Лысенко, президента ВАСХНИЛ, чье влияние в научных кругах все ещё сохранялось. В статье «Новое в науке о биологическом виде и практика сельского хозяйства», опубликованной в «Ботаническом журнале» (1954, Т 39, № 3, С. 357—378), он на фактическом материале показывает ошибочность взглядов Т. Д. Лысенко и их вред для практики сельского хозяйства.
Судьба вновь сталкивает С. С. Хохлова с «лысенковцами» во главе с И. И. Презентом в 1956 г. при работе председателем комиссии по разработке программ по генетике и дарвинизму для университетов, где приходилось отстаивать классические основы генетической науки. Из-за этого конфликта в 1956 г., несмотря на поддержку академика В. Н. Сукачева и члена-корреспондента АН СССР В. М. Козо-Полянского, ВАК вновь отклонил утверждение докторской диссертации С. С. Хохлова. В 1961 г. ученый совет СГУ направляет в ВАК очередное ходатайство о присвоении С. С. Хохлову ученого звания профессора. Однако после трехлетнего ожидания вновь приходит отказ. И это несмотря на то, что его труды цитируются известными советскими учеными, а его оригинальная концепция апомиксиса завоевывает себе новых сторонников.
Работая в должности проректора по научной работе, активно способствует развитию новых актуальных направлений научных исследований на всех факультетах, организации научно-исследовательских подразделений, расширению издательской деятельности университета.
С середины 1950-х ходатайствует о создании на базе кафедры проблемной лаборатории радиационной и экспериментальной генетики. Эта деятельность была поддержана академиком В. А. Энгельгардом и в 1960 году началось строительство лаборатории.
В лаборатории были развернуты полномасштабные исследования явления апомиксиса. В ней получили работу перспективные выпускники кафедры. В 1960-х годах штат лаборатории насчитывал более двух десятков человек. В основном это были молодые энергичные сотрудники, жаждущие заниматься научной работой.
На основе лаборатории сложилась оригинальная научная школа, которая была признана в нашей стране и за рубежом. В целях научного роста сотрудников проводились регулярные теоретические семинары под председательством С. С. Хохлова, на которых обсуждались разнообразные научные проблемы, отчеты и диссертационные работы, сотрудники лаборатории участвовали во всесоюзных и международных совещаниях и поддерживали постоянные контакты с отечественными и зарубежными учеными.
С. С. Хохлов собрал на кафедре обширную библиотеку научных статей по апомиксису на английском, немецком, французском и других языках и перевод их сотрудниками кафедры. Аналогичная библиотека была создана и в лаборатории.
С открытием лаборатории исследования апомиксиса стали более масштабными и разносторонними. Одним из приоритетных направлений стало изучение явления гаплоидии, в частности разработка методов выявления и массового получения гаплоидов с использованием культуры клеток. С этими работами лаборатория вскоре смогла выйти на мировой уровень.
В 1965 году произошло событие, сильно повлиявшее на преподавание генетики в вузах. В Москве в МГУ состоялся теоретический семинар, на котором произошел окончательный поворот в сторону классической генетики. Был дан последний бой «лысенковщине». С. С. Хохлов не только сам стал активным участником этого исторического события, но и предоставил такую возможность практически всем коллегам по кафедре. На семинаре среди таких «китов» генетической науки, как Н. П. Дубинин, Н. В. Тимофеев-Ресовский, М. Е. Лобашев, В. А. Энгельгард и другие, он был равным среди равных. После семинара на кафедре кардинальным образом изменилось преподавание генетики, была создана коллекция линий дрозофилы, введены новые современные спецкурсы.
В этом же году Президиум АН СССР утвердил С. С. Хохлова членом оргкомитета по созыву учредительного съезда Всероссийского общества генетиков и селекционеров (ВОГиС), и в 1966 году на съезде он был избран членом его Центрального совета.
Признанием лидирующей позиции кафедры в разработке проблемы апомиксиса стало проведение в 1966 г. в СГУ I Всесоюзного совещания по апомиксису. В нём приняли участие представители 46 научных учреждений страны, в том числе ряд известных ученых: профессоры В. А. Поддубная-Арнольди, Д. Ф. Петров, А. И. Купцов и др.
В 1967 году ВАК пересмотрела свое решение по докторской диссертации С. С. Хохлова, и ему было присвоена ученая степень доктора биологических наук. Таким образом, получила официальное признание научная концепция автора о прогрессивной роли апомиксиса в эволюции высших растений. И тогда же была опубликована важная монографическая статья «Апомиксис: классификация и распространение у покрытосеменных», в которой предлагалась оригинальная классификация форм апомиксиса и был приведен большой список апомиктичных видов.
В 1970 году под его редакцией выходит из печати первая, а в 1974 г. — вторая часть коллективной монографии «Гаплоидия у покрытосеменных растений», обобщающая результаты работ сотрудников кафедры и лаборатории, выполненные под его руководством.
Инициировал идею об организации постоянных научных экспедиций в разные регионы СССР для сбора образцов апомиктично размножающихся растений. На основе собранного обширного гербарного и эмбриологическлого материала в дальнейшем были созданы нескольких монографий и большое количество научных статей.
В своей научной и преподавательской деятельности С. С. Хохлов не замыкался в узких рамках проблем апомиксиса. Сохраняя приоритет за изучением апомиксиса, он инициировал исследования сотрудников лаборатории в области экспериментального мутагенеза, полиплоидии, культуры клеток, магнито- и радиобиологии на основе использования всех современных методов научного анализа. Под его руководством впервые в стране были получены гаплоиды в культуре пыльников и растения-регенеранты — в культуре соматических клеток ряда злаков (в том числе и апомиктичных), разработаны методы выделения зародышевых мешков (в том числе живых) с помощью ферментативной мацерации семязачатков, определены пути использования гаплоидов для получения мутантов. В последние годы жизни он живо интересовался проблемой сверхслабого свечения растений, вероятно, справедливо считая, что «… как луч света в астрономии несет большую информацию о звездах и, вообще, о вселенной, так же он может дать информацию о глубинных явлениях внутри клетки». По всем перечисленным проблемам он организовывал для сотрудников стажировки и повышение квалификации в лучших лабораториях страны.
С 1968 года под его редакцией регулярно издавался сборник «Апомиксис и цитоэмбриология растений», а в 1979 году издательство «Наука» выпустило сборник трудов Всесоюзного совещания по апомиксису также под его редакцией, впоследствии переведенный за рубежом на английский язык.
В последние годы жизни С. С. Хохлов уделял особое внимание развитию нового направления в исследовании апомиксиса — эмбриогенетике. Он понимал, что без определения характера генетического контроля апомиксиса невозможнораскрыть полностью селекционный потенциал этого явления. Он предвидел, в каком направлении пойдет в дальнейшем исследование апомиксиса.
Вел лекции по курсу «Дарвинизм и история эволюционных учений», которые отличались глубиной и критическим анализом, а лекции по спецкурсу «Апомиксис» были необыкновенно эмоциональны и содержательны.
Многократно входил в оргкомитеты всесоюзных конференций и симпозиумов по генетике, эмбриологии и эволюции.

## Общественная деятельность
- Председатель Волжского отделения ВОГиС
- Руководитель секции «Генетика систем размножения растений» Государственного комитета по науке и технике СССР
- Член Научно-методического совета Минвуза СССР, редколлегии журнала «Генетика», Центральных советов ВБО и ВОГиС, Научного совета по проблемам генетики и селекции АН СССР, председатель подсекции апомиксиса этого совета

## Память
В конце сентября 2010 году в Саратовском университете прошла международная научная конференция, посвященная 100-летнему юбилею профессора С. С. Хохлова.

## Награды
- Премия имени В. Л. Комарова (1947) — за работу «Бесполосемянные растения. Исторические предпосылки и эволюционные перспективы»